# M777 곡사포

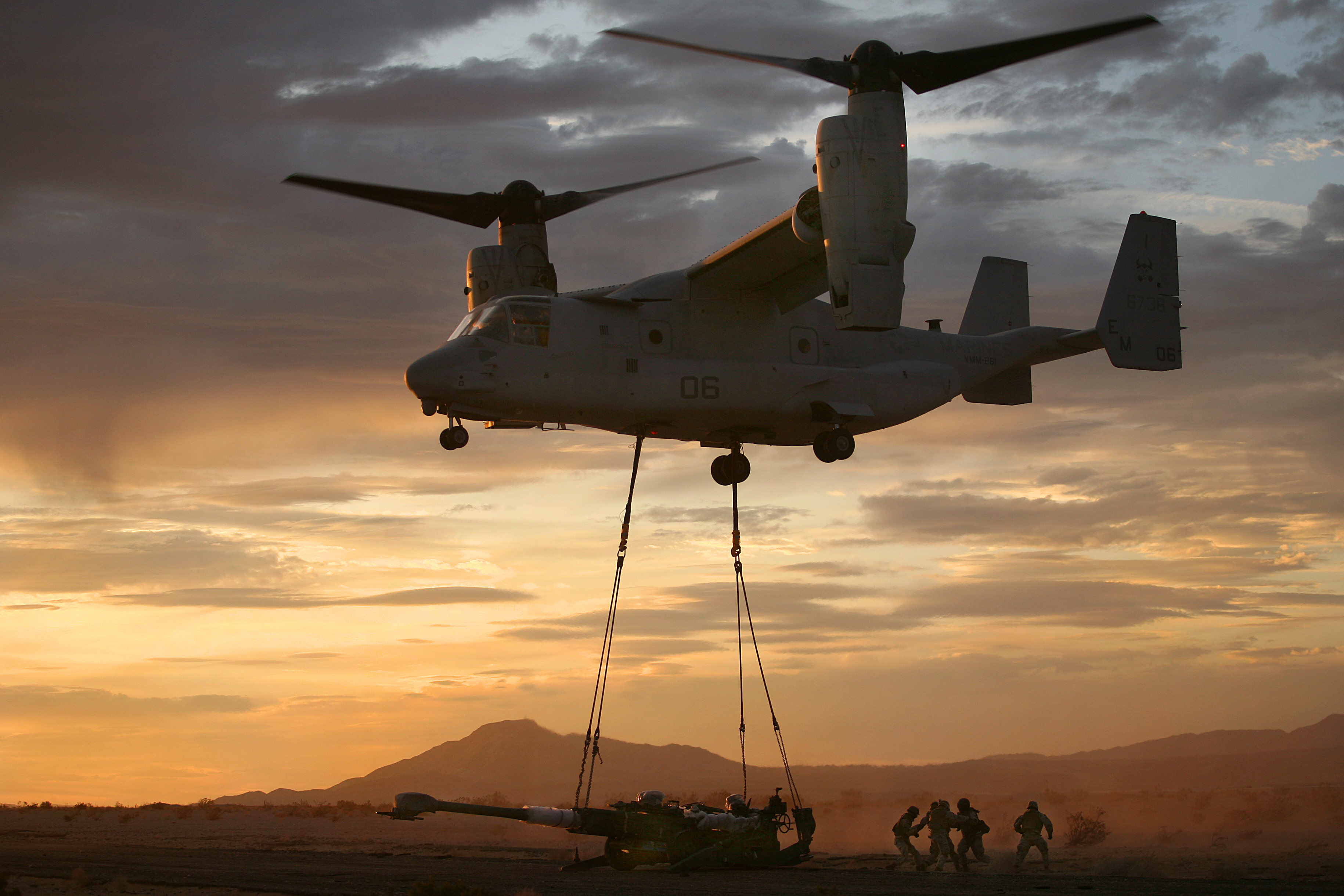
2009년 7월 미해병대 MV-22 오스프리 수송기가 M777 곡사포를 수송중이다.

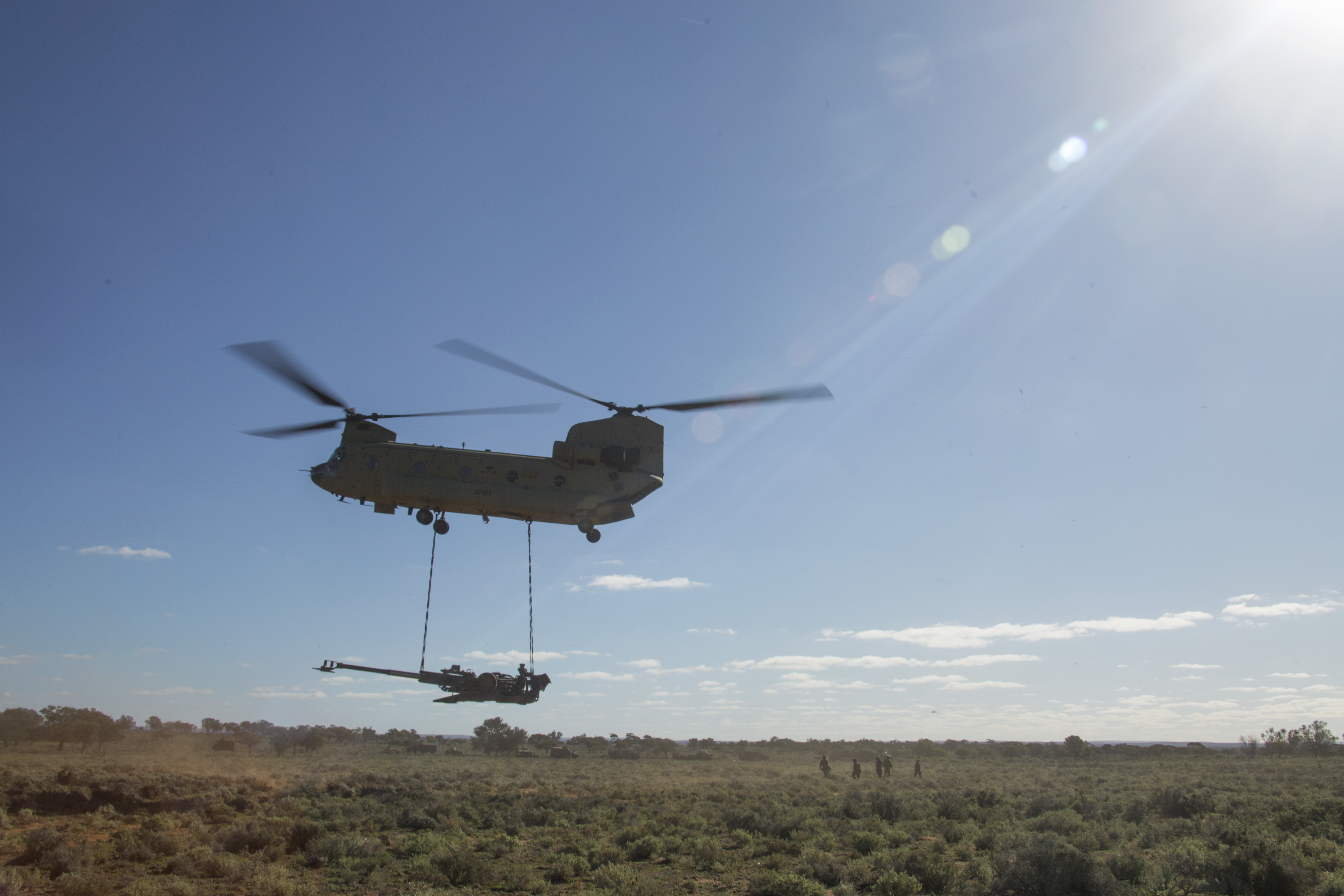
2016년 6월 호주 육군 CH-47 치누크 헬기가 M777 곡사포를 수송중이다.

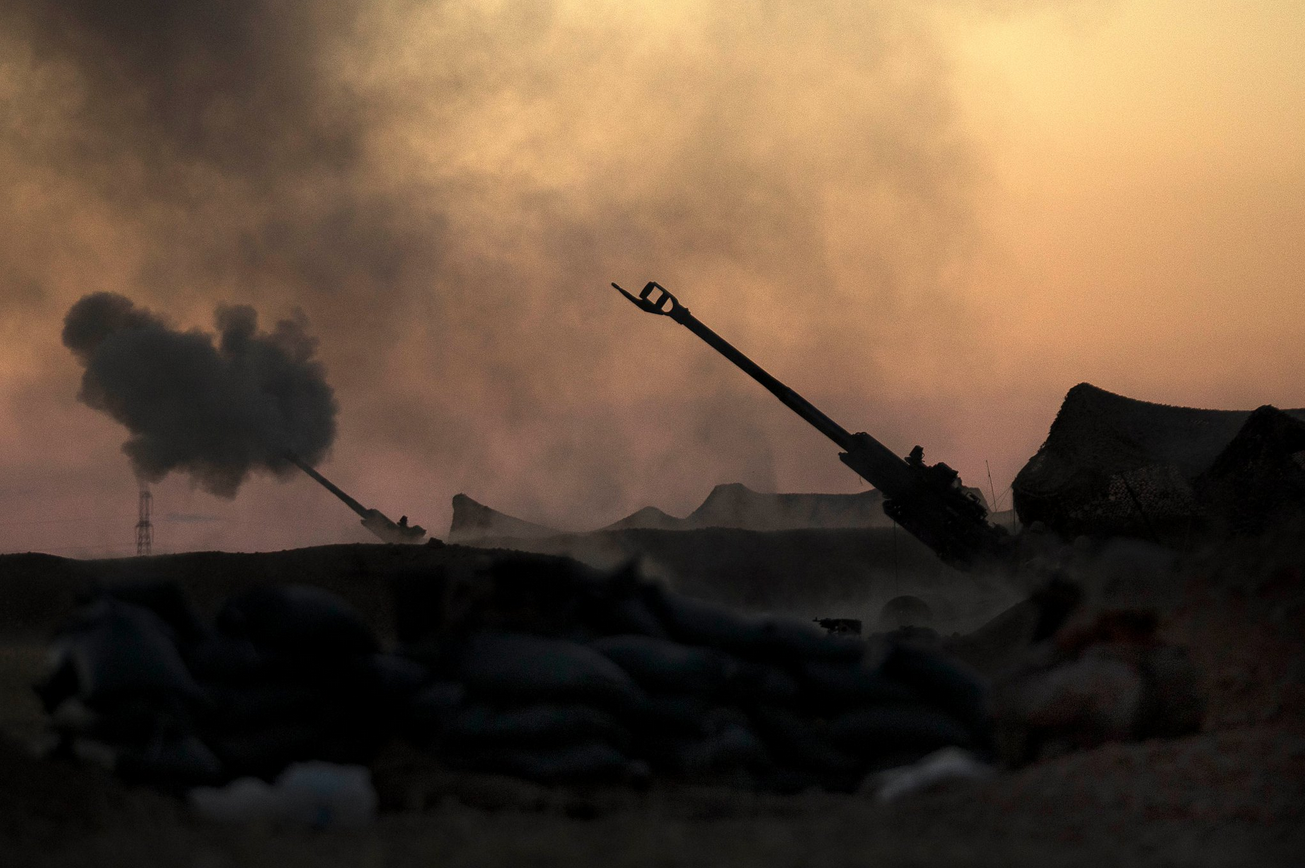
2017년 6월 IS의 수도인 시리아 락까에서 미 해병대의 M777 곡사포가 지원 사격중이다.

M777 곡사포는 미국 육군, 미국 해병대의 155 mm 구경의 견인 곡사포이다.

## 역사
영국 BAE 시스템스가 생산하며, 2005년부터 미군에 실전배치되었다. M777은 호주, 캐나다, 인도, 사우디아라비아도 사용한다. 아프가니스탄 전쟁에 최초로 실전 사용되었다.
영국 BAE 본사에서 계약했으며, 영국 BAE 공장에서 주요 부품을 생산해, 미국 미시시피주 BAE 공장에서 최종 조립, 테스트를 한다.
분당 2회 발사하며, 최대 5회 발사할 수 있다. 유효사거리는 일반적인 M107 포탄이 24 km, 사거리 연장탄 ERFB 30 km, GPS유도 M982 엑스칼리버 포탄 40 km이다.
기존의 155 mm M198 곡사포는 무게 7,154 kg 인데, M777은 41% 가벼워진 4,200 kg이다. 티타늄을 많이 사용해서 무게가 크게 가벼워졌다. 가벼운 무게로, 다양한 헬기와 C-130 수송기로 운반할 수 있다. C-130에 M198은 1대 탑재할 수 있었지만, M777은 2대를 수송할 수 있다. 미해병대 MV-22 오스프리 수송기는 기존의 M198 곡사포를 수송할 수 없었다.

## 게임체인저
2022년 러시아의 우크라이나 침공에서 미국이 지원한 M777 경량 견인 곡사포가 게임체인저로 역할을 하여, 전세계에서 주문이 폭주했다.
BAE는 최근 중부 유럽 국가 등지에서 약 500문에 해당하는 M777 구매 문의를 받았다.
이번 실전에서 입증된 M777의 장점은 사용이 편리하고 정확성이 뛰어나다는 것이다.
GPS유도 엑스칼리버 포탄은 48 km 사거리에 CEP 3 m의 정밀 포격이 가능하다. 매우 저렴한 유도장치가 없는 재래식 포탄도 24km를 날아간 뒤에 표적의 150m 이내에 떨어질 정도로 정확도가 비교적 높은 편이다.
미국과 호주, 캐나다는 우크라이나에 모두 170문 이상의 M777을 지원했고, 이후 우크라이나군은 M777을 앞세워 러시아군과의 전투에서 혁혁한 전공을 기록했다.
장기 소모전으로 전쟁 양상이 바뀌면서, M777 경량 견인 곡사포의 경제성이 매우 높게 평가되었다. 유도장치가 달린 미사일의 경우 1발 발사에 약 15만 달러(약 2억1000만원)의 비용이 들지만, 유도장치가 달린 M777 포탄은 절반에도 못 미치는 6만8000달러(약 9700만원)다. 유도장치가 달리지 않은 포탄 발사 비용은 800달러(약 114만원)에 불과하다.

### 러시아
전문가들은 러시아군이 과거 2차 대전 당시 러시아의 스탈린그라드 전투에서 독일 나치 군대를 물리친 것과 동일한 전략을 쓸 것으로 내다봤다. 1943년 당시 소련군은 볼고그라드(옛 스탈린그라드)의 평원을 가로지르며 공세를 시작해 독일군을 작은 단위로 쪼개 포위한 뒤 포병전으로 초토화했다.
제1차 세계대전에서 영국군 사상자의 58%, 제2차 세계대전에서 독일군 사상자의 70%, 6.25 전쟁에서 미군 전사자의 66%가 포병에 의한 피해였다.
러시아는 전쟁 초기에는 기갑부대 위주 전격전을 시도했으나, 실패하자, 포병 위주 화력전으로 전략을 급선회했다.

### 우크라이나
2022년 6월 10일, 바딤 스키비츠키 우크라이나 국방정보국 부국장은 “러시아군이 하루 약 6만발의 포탄과 로켓을 쏟아 붓지만, 우크라이나군은 5000~6000발의 포탄을 쏘는 데 그치고 있다”고 밝혔다. 그는 “기존 탄약 재고가 거의 동이 난 데다, 사용 가능한 야포가 러시아의 10~15분의 1에 불과하다”며 “화력 부족으로 전선에서 계속 밀려나고 있다”고 말했다. 우크라이나군은 2014년과 2017년 대형 탄약고 폭발 사고로 포탄 재고 상당량을 잃은 것으로 알려졌다. 우크라이나는 이를 러시아 특수부대와 친러 스파이 소행으로 보고 있다.
2022년 10월 11일, 우크라이나군의 화력 부족을, 이후에 미국이 대규모의 지원을 하여 보강하자, 우크라이나군이 러시아군을 밀어내고 있다.

### 북한
이와 관련해, 북한의 동향이 인상적이다. 현대전의 핵심을 포병전으로 간주하는 김정은 위원장의 각별한 '포 사랑'은 오래됐다. 그는 스위스 유학 뒤 귀국해 김일성군사종합대학 특설반에서 포병을 전공했다. 졸업 논문도 "포 사격 정확도를 높이기 위한 위성항법장치 활용방안"인 것으로 알려졌다.

## 사용국가
- 사우디아라비아: 70대
- 오스트레일리아: 54대
- 캐나다: 37대

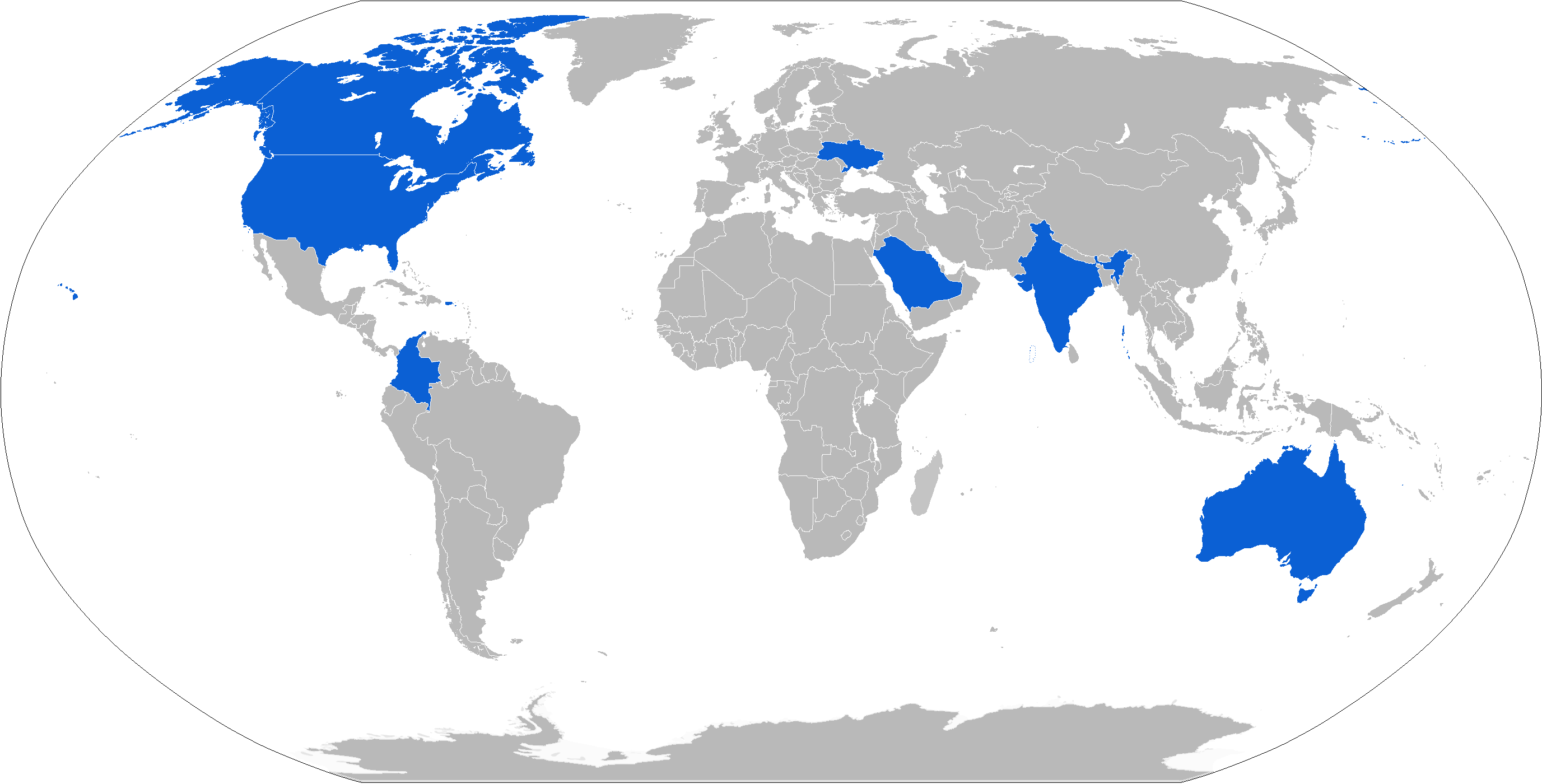
M777 사용국가

- 미국: 1,001대, 미해병대 580대, 미육군과 주방위군 421대
- 인도: 145대
- 아랍에미리트: 2016년 5월 5일, M777 자주포 버전을 논의중, 칠레, 덴마크, 이탈리아, 포르투갈에 판매할 계획
- 대만:2018년 10월 M109A6 팔라딘 자주포, M982 GPS 유도 엑스칼리버 스마트 포탄과 함께 도입 결정

## 같이 보기
- en:M982 Excalibur